# グレースマウンテンインターナショナルスクール
グレースマウンテンインターナショナルスクール（Grace Mountain International School）は、北海道旭川市にあるインターナショナル・スクール。通称は旭川グレースマウンテン校。

## 概要
日本ナザレン教団旭川教会を母体とする、キリスト教系のインターナショナルスクール。
2004年6月にフリースクールとして開校。2007年4月に幼稚園から高等学校までの一貫教育を行うインターナショナルスクールとして改組された。元々個人塾をベースに発足したスクールのため、全校生徒は25名（2013年3月現在）と非常に小規模である。
近年は同校出身者の高梨沙羅（スキージャンプ選手）の活躍により入学希望者が増えているが、学校の規模的に大人数の受け入れが困難なことから、2013年度も新入学生は7名にとどまっている。また高校生の在学者は2013年現在高梨のみで、その高梨もジャンプの練習を優先してほとんど通学しておらず、実際には中学生以下の生徒の教育のみを行っている状態という。